# Antonio Ramiro y García
Antonio Ramiro y García (Molina de Aragón, siglo XIX-Molina de Aragón, 1870) fue un escritor español.

## Biografía
Natural de Molina de Aragón, fue redactor de El Pabellón Nacional, La Ley (1867) y El Noticiero de España (1868). Autor dramático y escritor festivo, entre sus obras publicadas se encontraron títulos como Un millón de disparates, fragmentos de un libro verde recopilados en un cuento novelesco (Madrid, 1867). Falleció joven en su localidad natal, en 1870.